# 小行星5289
小行星5289（英語：5289 Niemela）是一颗围绕太阳公转的小行星。1990年5月28日，菲利克斯·阿圭勒天文台在圣胡安省发现了此天体。
这颗小行星的绝对星等为116.30299等。